# Triheteracra melanoxenia
Triheteracra melanoxenia är en fjärilsart som beskrevs av Diakonoff 1971. Triheteracra melanoxenia ingår i släktet Triheteracra och familjen vecklare. Inga underarter finns listade i Catalogue of Life.